# Chính phủ Pháp
Chính phủ Cộng hòa Pháp (tiếng Pháp: Gouvernement de la République française, tiếng Anh: Government of the French Republic) hay Chính phủ Pháp, là cơ quan điều hành ngành hành pháp tại Cộng hòa Pháp. Chính phủ này bao gồm Thủ tướng, là người đứng đầu chính phủ, và Bộ trưởng phụ trách và Bộ trưởng cao cấp. Bộ trưởng cao cấp còn được gọi là Bộ trưởng (tiếng Pháp: Ministres), và Bộ trưởng phụ trách thì được gọi bằng Thư ký Nhà nước hay Quốc vụ khanh (tiếng Pháp: Secrétaires d'État). Một cơ quan điều hành bé hơn nhưng với quyền lực lớn hơn là Hội đồng Bộ trưởng (tiếng Pháp: Conseil des ministres) chỉ gồm Bộ trưởng cao cấp, mặc dù Bộ trưởng phụ trách có thể tham dự phiên họp. Chủ tịch Hội đồng Bộ trưởng (tiếng Pháp: Président du Conseil des ministres) do Tổng thống nắm giữ, không giống với Chính phủ do Thủ tướng lãnh đạo.

## Thành phần
Tất cả thành viên trong Chính phủ đều được Tổng thống bổ nhiệm theo đề nghị của Thủ tướng. Các thành viên Chính phủ được phân cấp theo thứ hàng và được bổ nhiệm cùng lúc tại thời điểm Chính phủ thành lập. Theo hạng phân cấp, Thủ tướng là người đứng đầu Chính phủ, được Tổng thống Cộng hòa đề cử. Sau khi trở thành Thủ tướng, ứng viên Thủ tướng phải gửi danh sách thành viên Chính phủ cho Tổng thống xét duyệt, Tổng thống có thể phê chuẩn hoặc từ chối các chức danh. Các chức danh được phân cấp theo tầm quan trọng:
- Thứ 2 Chính phủ (tiếng Pháp: Numéro deux du gouvernement français): chức vụ đứng sau Thủ tướng trong Chính phủ, có quyền hạn trong chính phủ và một số Bộ kiêm nhiệm. Chức vụ tương đương Phó Thủ tướng.
- Bộ trưởng Nhà nước (tiếng Pháp: ministres d'État): hàm Bộ trưởng cao cấp nhất, và là thành viên Hội đồng Bộ trưởng. Chức vụ mang tính chất danh dự được trao cho một số Bộ trưởng để thể hiện sự uy tín và trách nhiệm. Chức vụ có thể tham dự các phiên họp liên ngành mà chỉ Thủ tướng mới có đặc quyền. Tại phiên họp Hội đồng Bộ trưởng có thể đưa ra ý kiến của mình mà không liên quan đến Bộ đang nắm giữ.
- Bộ trưởng Cao cấp (tiếng Pháp: ministres): Chức vụ đứng đầu một Bộ, bao quát công việc chung của Bộ phụ trách, có thể gồm một hoặc nhiều lĩnh vực khác nhau.
- Bộ trưởng Chuyên trách (tiếng Pháp: ministres délégués): Chức vụ thấp hơn hàm Bộ trưởng Cao cấp, chỉ phụ trách một hoặc một số lĩnh vực được Bộ trưởng Cao cấp hoặc Thủ tướng ủy quyền. Chức vụ thường thuộc thẩm quyền của một Bộ trưởng Cao cấp nhưng đôi khi báo cáo trực tiếp cho Thủ tướng.
- Quốc vụ khanh (tiếng Pháp: secrétaires d'État): hay còn gọi là Thư ký Nhà nước, hàm Bộ trưởng phụ trách, là chức vụ thấp nhất trong phân cấp Chính phủ. Quốc vụ khanh làm việc trực tiếp dưới quyền Bộ trưởng hoặc Thủ tướng. Quốc vụ khanh không phải thành viên của Hội đồng Bộ trưởng nhưng họ có thể tham dự nếu vấn đề thảo luận liên quan đến nhiệm vụ của họ.
- Cao ủy (tiếng Pháp: hauts commissaires): chức vụ được thành lập cho Cao ủy Liên minh đoàn kết tích cực chống đói nghèo của Pháp trong Chính phủ của Thủ tướng Fillon (2007-2010). Chức vụ hiện tại không có.

## Quyền hạn
Điều 20 Hiến pháp Pháp quy định về quyền hạn và chức năng của Chính phủ:
Điều 20
1. Chính phủ xây dựng và thực hiện chính sách quốc gia.
2. Chính phủ nắm giữ, điều hành hệ thống hành chính và các lực lượng vũ trang.

Chính phủ có quyền xây dựng dự thảo luật và đệ trình Nghị viện thảo luận thông qua. Tất cả các quyết sách của Chính phủ đều được công khai trên Công báo hàng ngày. Tất cả các dự thảo và một số nghị định cần phải được Hội đồng Bộ trưởng chấp thuận. Và hơn thế Hội đồng Bộ trưởng xác định định hướng chính trị và chính sách chung cho Chính phủ, và đưa ra các bước để tiến hành thực hiện theo định hướng đó. Ngoài việc thực hiện quyền hành pháp, Chính phủ còn phải chịu trách nhiệm bảo vệ đất nước và chỉ đạo hoạt động của quân đội. Chính phủ Pháp hoạt động dựa theo nguyên tắc cộng trị (Collégialité).

## Phiên họp
Phiên họp của Chính phủ diễn ra ngày thứ 4 hàng tuần tại điện Elysee do Tổng thống chủ trì thúc đẩy đoàn kết về cộng trị trong Chính phủ. Nhưng hầu hết công việc của Chính phủ thực hiện tại nơi khác. Được thực hiện tại mỗi bộ riêng. Mỗi bộ có Văn phòng riêng được gọi là Nội các Bộ (Cabinet ministériel) có khoảng 10-20 thành viên. Thành viên Nội các Bộ giúp Bộ trưởng vận hành Bộ. Thành viên Nội các Bộ là nhân vật quyền lực trong Chính phủ,đồng thời làm việc trong lĩnh vực hành pháp và chính trị. Các hệ thống phân cấp trong Nội các Bộ do Bộ trưởng xác định. Đại diện một số Bộ được thành lập thành nhóm công tác với nhiệm vụ giám sát các cuộc họp liên Bộ và để đảm bảo công việc của Chính phủ được thực hiện hiệu quả.

## Ngân sách
Chính phủ chịu trách nhiệm về chính sách kinh tế và tài chính của Cộng hòa Pháp, được uỷ quyền cho tất cả các chi phí thực hiện của từng Bộ, và cũng quản lý tất cả doanh thu. Chi phí này được thực hiện thông qua "luật tài chính" (tiếng Pháp: Loi des Finances). Mỗi Bộ trưởng phải chuẩn bị một danh sách các yêu cầu đối với các quỹ hàng năm, và nộp cho Bộ Ngân sách. Bộ này quyết định cấp phép hoặc từ chối yêu cầu xin tài trợ của các Bộ trưởng. Bộ cũng tính toán ngân sách nhà nước cho các năm tới. Quốc hội bỏ phiếu cho tất cả các khoản tài trợ của luật tài chính.

## Danh sách các Bộ
| Tên                                                       | Tên                                                                                      | Thành lập | Cơ quan thuộc thẩm quyền | Cơ quan thuộc thẩm quyền | Huy hiệu |
| Tiếng Việt                                                | Tiếng Pháp                                                                               | Thành lập | Cơ quan Thư ký | Cơ quan hành pháp | Huy hiệu |
| --------------------------------------------------------- | ---------------------------------------------------------------------------------------- | --------- | --- | --- | -------- |
| Thủ tướng                                                 | Premier ministre                                                                         | 4/10/1958 | - Tổng Thư ký Chính phủ - Tổng Thư ký các vấn đề châu Âu - Tổng Thư ký Quốc phòng và An ninh - Tổng thư ký Biển - Tổng Thư ký hiện đại hóa chính sách công | - Tổng cục hành chính và dịch vụ dân sự |          |
| Bộ Ngoại giao và Phát triển quốc tế                       | Ministre des Affaires étrangères et du Développement international                       | 1547      | - Tổng Thư ký Bộ Ngoại giao | - Tổng cục Chính trị và an ninh - Ban EU - Tổng cục toàn cầu hóa, phát triển và hợp tác - Tổng cục hành chính và hiện đại hóa |          |
| Bộ Giáo dục quốc gia, Đại học và Nghiên cứu               | Ministère de l'Éducation nationale, de l'Enseignement supérieur et de la recherche       | 1828      | - Tổng Thư ký Bộ Giáo dục quốc gia, Đại học và Nghiên cứu                                                                                                  | - Tổng cục giáo dục trường học - Tổng cục giáo dục trên đại học và chuyên nghiệp - Tổng cục nghiên cứu và đổi mới |          |
| Bộ Tư pháp                                                | Ministère de la Justice                                                                  | 1551      | - Tổng Thư ký Bộ Tư pháp | - Cục Dịch vụ Tư pháp - Cục Dân chính và con dấu - Cục Hình sự và Ân xá - Cục quản lý Nhà tù - Cục bảo vệ Tư pháp của thanh niên |          |
| Bộ Tài chính và Ngân sách công                            | Ministère des Finances et des Comptes publics                                            | 1561      | - Tổng Thư ký Bộ Tài chính và Kinh tế | - Tổng cục Ngân khố (tài chính+kinh tế) - Tổng cục INSEE (tài chính+kinh tế) - Tổng cục cạnh tranh, vấn đề tiêu dùng, phòng chống gian lận (kinh tế) - Cục Ngân sách (tài chính) - Tổng cục Tài chính công (tài chính) - Tổng cục Hải quan và thuế gián tiếp (tài chính) - Tổng cục Năng lực cạnh tranh, Công nghiệp và Dịch vụ (kinh tế) |          |
| Bộ Kinh tế, Công nghiệp và kỹ thuật số                    | Ministère de l'Économie, de l'Industrie et du Numérique                                  | 1561      | - Tổng Thư ký Bộ Tài chính và Kinh tế | - Tổng cục Ngân khố (tài chính+kinh tế) - Tổng cục INSEE (tài chính+kinh tế) - Tổng cục cạnh tranh, vấn đề tiêu dùng, phòng chống gian lận (kinh tế) - Cục Ngân sách (tài chính) - Tổng cục Tài chính công (tài chính) - Tổng cục Hải quan và thuế gián tiếp (tài chính) - Tổng cục Năng lực cạnh tranh, Công nghiệp và Dịch vụ (kinh tế) |          |
| Bộ Xã hội và Y tế                                         | Ministère des Affaires sociales et de la Santé                                           | 1920      | - Tổng Thư ký Bộ Xã hội | - Tổng cục Y tế (y tế) - Tổng cục chăm sóc sức khỏe (y tế) - Tổng cục liên kết Xã hội (y tế+kinh tế) - Tổng cục Lao động (lao động) |          |
| Bộ Lao động, Việc làm và Đối thoại xã hội                 | Ministère du Travail, de l'Emploi, de la Formation professionnelle et du Dialogue social | 1906      | - Tổng Thư ký Bộ Xã hội | - Tổng cục Y tế (y tế) - Tổng cục chăm sóc sức khỏe (y tế) - Tổng cục liên kết Xã hội (y tế+kinh tế) - Tổng cục Lao động (lao động) |          |
| Bộ Đô thị, Thanh niên và Thể thao                         | Ministère de la Ville, de la Jeunesse et des Sports                                      | 2014      | - Tổng Thư ký Bộ Xã hội | - Tổng cục Y tế (y tế) - Tổng cục chăm sóc sức khỏe (y tế) - Tổng cục liên kết Xã hội (y tế+kinh tế) - Tổng cục Lao động (lao động) |          |
| Bộ Nhà ở, bình đẳng vùng lãnh thổ và chính sách Nông thôn | Ministère du Logement, de l'Égalité des territoires et de la Ruralité                    | 2014      | - Tổng Thư ký Bộ sinh thái và phát triển bền vững | - Tổng cục quy hoạch, nhà ở và tự nhiên (nhà ở+sinh thái) - Tổng cục năng lượng và khí hậu (sinh thái) - Tổng cục cơ sở hạ tầng, giao thông vận tải và biển (sinh thái) - Tổng cục hàng không dân dụng (sinh thái) - Tổng cục phòng ngừa rủi ro (sinh thái)                                                                               |          |
| Bộ Sinh thái, phát triển bền vững và năng lượng           | Ministère de l'Écologie, du Développement durable et de l'Énergie                        | 1830      | - Tổng Thư ký Bộ sinh thái và phát triển bền vững | - Tổng cục quy hoạch, nhà ở và tự nhiên (nhà ở+sinh thái) - Tổng cục năng lượng và khí hậu (sinh thái) - Tổng cục cơ sở hạ tầng, giao thông vận tải và biển (sinh thái) - Tổng cục hàng không dân dụng (sinh thái) - Tổng cục phòng ngừa rủi ro (sinh thái)                                                                               |          |
| Bộ Nội vụ                                                 | Ministère de l'Intérieur                                                                 | 1790      | - Tổng Thư ký Bộ Nội vụ | - Tổng cục Đoàn thể địa phương (nội vụ+phân cấp) - Tổng cục Cảnh sát quốc gia (nội vụ) - Tổng cục An ninh Nội địa (nội vụ) - Tổng cục Hiến binh quốc gia (nội vụ) - Tổng cục ngoại quốc tại Pháp (nội vụ) - Tổng cục An ninh dân sự và quản lý khủng hoảng (nội vụ) - Tổng cục Hải ngoại (hải ngoại)                                      |          |
| Bộ Hải ngoại                                              | Ministère des Outre-mer                                                                  | 1710      | - Tổng Thư ký Bộ Nội vụ | - Tổng cục Đoàn thể địa phương (nội vụ+phân cấp) - Tổng cục Cảnh sát quốc gia (nội vụ) - Tổng cục An ninh Nội địa (nội vụ) - Tổng cục Hiến binh quốc gia (nội vụ) - Tổng cục ngoại quốc tại Pháp (nội vụ) - Tổng cục An ninh dân sự và quản lý khủng hoảng (nội vụ) - Tổng cục Hải ngoại (hải ngoại)                                      |          |
| Bộ Quốc phòng                                             | Ministère de la Défense                                                                  | 1589      | - Tổng Thư ký quản lý | - Tổng Tham mưu trưởng Quốc phòng - Tổng cục Vũ khí |          |
| Bộ Văn hóa                                                | Ministère de la Culture                                                                  | 3/2/1959  | - Tổng Thư ký Bộ Văn hóa | - Tổng cục Di sản - Tổng cục sáng tạo nghệ thuật - Tổng cục truyền thống và văn hóa kỹ thuật |          |
| Bộ Nông nghiệp, Thực phẩm và Lâm nghiệp                   | Ministère de l'Agriculture, de l'Agroalimentaire et de la Forêt                          | 1836      | - Tổng Thư ký Bộ Nông nghiệp, Thực phẩm và Lâm nghiệp | - Tổng cục nông nghiệp, thực phẩm và vùng lãnh thổ - Tổng cục thực phẩm - Tổng cục Giáo dục và Nghiên cứu |          |
| Bộ Phi tập trung, Cải cách Nhà nước và Công chức Nhà nước | Ministère de la Décentralisation et de la Fonction publique                              | 1959      | | |          |

## Chính phủ hiện tại
Chính phủ hiện tại do Thủ tướng Édouard Philippe điều hành.
Cơ cấu trong Chính phủ hiện tại của Édouard Philippe:

### Thủ tướng
| Chức vụ   | Tên              | Đảng          |
| --------- | ---------------- | ------------- |
| Thủ tướng | Édouard Philippe | LR sau đó DVD |

### Bộ trưởng Nhà nước
| Chức vụ                                             | Tên              | Đảng  |
| --------------------------------------------------- | ---------------- | ----- |
| Bộ trưởng Nhà nước, Bộ trưởng Sinh thái và Đoàn kết | François de Rugy | LaREM |

### Bộ trưởng Cao cấp
| Chức vụ                                                                        | Tên                  | Đảng                         |
| ------------------------------------------------------------------------------ | -------------------- | ---------------------------- |
| Chưởng Ấn, Bộ trưởng Tư Pháp                                                   | Nicole Belloubet     | DVG                          |
| Bộ trưởng Châu Âu và Ngoại giao                                                | Jean-Yves Le Drian   | PS sau đó DVG                |
| Bộ trưởng Quốc phòng                                                           | Florence Parly       | DVG                          |
| Bộ trưởng Đoàn kết và Y tế                                                     | Agnès Buzyn          | Không đảng phái sau đó LaREM |
| Bộ trưởng Kinh tế và Tài chính                                                 | Bruno Le Maire       | LR sau đó LaREM              |
| Bộ trưởng Lao động                                                             | Muriel Pénicaud      | DVG sau đó LaREM             |
| Bộ trưởng Giáo dục Quốc gia và Thanh niên                                      | Jean-Michel Blanquer | DVD sau đó LaREM             |
| Bộ trưởng Công vụ và Hành chính công                                           | Gérald Darmanin      | LR sau đó LaREM              |
| Bộ trưởng Nội vụ                                                               | Christophe Castaner  | LaREM                        |
| Bộ trưởng Đại học, Nghiên cứu và Sáng tạo                                      | Frédérique Vidal     | Không đảng phái sau đó LaREM |
| Bộ trưởng Gắn kết các vùng lãnh thổ và Quan hệ với các Vùng lãnh thổ hải ngoại | Jacqueline Gourault  | MoDem                        |
| Bộ trưởng Hải ngoại                                                            | Annick Girardin      | PRG sau đó MR                |
| Bộ trưởng Văn hóa                                                              | Franck Riester       |                              |
| Bộ trưởng Nông nghiệp và Lương thực                                            | Didier Guillaume     | PS                           |
| Bộ trưởng Thể thao                                                             | Roxana Maracineanu   |                              |

### Bộ trưởng Chuyên trách
| Chức vụ                                         | Ủy quyền bởi                                                                   | Tên                | Đảng  |
| ----------------------------------------------- | ------------------------------------------------------------------------------ | ------------------ | ----- |
| Bộ trưởng phụ trách Quan hệ với Nghị viện       | Thủ tướng                                                                      | Marc Fesneau       | MoDem |
| Bộ trưởng phụ trách Giao thông                  | Bộ trưởng Nhà nước, Bộ trưởng Sinh thái và Đoàn kết                            | Élisabeth Borne    | LaREM |
| Bộ trưởng phụ trách các Vùng lãnh thổ hải ngoại | Bộ trưởng Gắn kết các vùng lãnh thổ và Quan hệ với các Vùng lãnh thổ hải ngoại | Sébastien Lecornu  |       |
| Bộ trưởng phụ trách Thành phố và Nhà ở          | Bộ trưởng Gắn kết các vùng lãnh thổ và Quan hệ với các Vùng lãnh thổ hải ngoại | Julien Denormandie | LaREM |

### Quốc vụ khanh
| Chức vụ                                                | Ủy quyền bởi                                            | Tên                    | Đảng            |
| ------------------------------------------------------ | ------------------------------------------------------- | ---------------------- | --------------- |
| Quốc vụ khanh phát ngôn viên Chính phủ                 | Thủ tướng                                               | Sibeth NDiaye          | LREM            |
| Quốc vụ khanh phụ trách Bình đẳng giới và chống kỳ thị | Thủ tướng                                               | Marlène Schiappa       | LREM            |
| Quốc vụ khanh phụ trách Người khuyết tật               | Thủ tướng                                               | Sophie Cluzel          | Không đảng phái |
| Quốc vụ khanh                                          | Bộ trưởng Nhà nước, Bộ trưởng Sinh thái và Đoàn kết     | Brune Poirson          | LaREM           |
| Quốc vụ khanh                                          | Bộ trưởng Nhà nước, Bộ trưởng Sinh thái và Đoàn kết     | Emmanuelle Wargon      | Không đảng phái |
| Quốc vụ khanh                                          | Bộ trưởng Châu Âu và Ngoại giao                         | Jean-Baptiste Lemoyne  | LaREM           |
| Quốc vụ khanh phụ trách Châu Âu vụ                     | Bộ trưởng Châu Âu và Ngoại giao                         | Amélie de Montchalin   | LaREM           |
| Quốc vụ khanh                                          | Bộ trưởng Quốc phòng                                    | Geneviève Darrieussecq | MoDem           |
| Quốc vụ khanh                                          | Bộ trưởng Đoàn kết và Y tế                              | Christelle Dubos       | LaREM           |
| Quốc vụ khanh                                          | Bộ trưởng Đoàn kết và Y tế                              | Adrien Taquet          | LaREM           |
| Quốc vụ khanh phụ trách Kỹ thuật số                    | Bộ trưởng Kinh tế và Tài chính Bộ trưởng Ngân sách công | Cédric O               | LaREM           |
| Quốc vụ khanh                                          | Bộ trưởng Kinh tế và Tài chính                          | Agnès Pannier-Runacher |                 |
| Quốc vụ khanh                                          | Bộ trưởng Giáo dục Quốc gia và Thanh niên               | Gabriel Attal          | LaREM           |
| Quốc vụ khanh                                          | Bộ trưởng Ngân sách công                                | Olivier Dussopt        | PS sau đó DVG   |
| Quốc vụ khanh                                          | Bộ trưởng Nội vụ                                        | Laurent Nuñez          |                 |